# Esenbeckia gracilis
Esenbeckia gracilis är en tvåvingeart som beskrevs av Krober 1931. Esenbeckia gracilis ingår i släktet Esenbeckia och familjen bromsar. Inga underarter finns listade i Catalogue of Life.